# Лагодово
Ла́годово (бел. Ла́гадава) — деревня в составе Ямницкого сельсовета Быховского района Могилёвской области Республики Беларусь.

## История
В 1913 году действовала школа.

## Население
- 1999 год — 82 человека
- 2010 год — 52 человека